# 佩德罗·索托
佩德罗·索托（西班牙語：Pedro Soto，1952年10月22日—），墨西哥男子足球运动员，司职守门员。他曾代表墨西哥国家队参加1978年国际足联世界杯，结果队伍止步小组赛阶段。